# Kratkokljuni ježac
Kratkokljuni ježac (Tachyglossus aculeatus), je sisavac koji leže jaja. Pripada redu jednootvornih životinja, porodici ježaka (Tachyglossidae). Živi u velikim dijelovima Australije i na jugu Nove Gvineje.
Kratkokljuni, nazvani i kratkonosi kljunati ješci narastu u dužinu od 35 do 53 centimetra i dosegnu težinu od 2,5 pa do 7 kg. Upadljivo obilježje su im žute ili crno-žute bodlje na leđima i bokovima koje podsjećaju na ježeve s kojima nisu srodni. Imaju dugu, cjevoliku njušku (rȉlo), a krzno, smećkasto, ponekad može biti i duže od bodlji.
Ove životinje žive u raznim staništima i aktivni su pretežno u sumrakk. Osim u vrijeme parenja, pravi su samci. Hrane se gotovo isključivo mravima, termitima koje skupljaju ljepljivim jezikom. Nemaju zube, a hranu usitnjavaju rožnatim pločicama na jeziku i nepcu.
Nakon komplicirane predigre, u srpnju ili kolovozu dolazi do parenja. Nakon tri do četiri tjedna, ženka polaže jedno, rijetko dva ili tri jaja koja zatim nosi u kožnom naboru na trbuhu još 10 dana. Mladunci se vale iz jaja i ostaju u majčinom naboru-tobolcu još daljnjih osam tjedana. Nakon toga, kad mladuncu počnu rasti bodlje, napušta tobolac a majka ga skriva na neko sigurno mjesto i doji ga do starosti od sedam mjeseci. Pod ljudskom skrbi, može doživjeti starost od 50 godina.
Kratkokljunog ješka smatra se najšire rasprostranjenim autohtonim sisavcem jer nema posebne potrebe u odnosu na stanište. Pored toga, bodlje su mu dobra zaštita od predatora. 
Poznato je ukupno pet podvrsta:
- T. a. aculeatus u istočnom dijelu Australije
- T. a. acanthion u Sjevernom teritoriju i Zapadnoj Australiji
- T. a. multiaculeatus na Otoku klokana
- T. a. lawessi na Novoj Gvineji
- T. a. setosus na Tasmaniji

Ponekad se podvrsta koja živi na Tasmaniji navodi kao zasebna vrsta.

## Vanjske poveznice
|  | Zajednički poslužitelj ima stranicu o temi Kratkonosi kljunasti ježak    |
|  | Zajednički poslužitelj ima još gradiva o temi Kratkonosi kljunasti ježak |
|  | Wikivrste imaju podatke o taksonu Tachyglossus aculeatus                 |